# Macrochaetus kostei
Macrochaetus kostei är en hjuldjursart som beskrevs av José de Paggi, Branco och Kozlowsky-Suzuki 2000. Macrochaetus kostei ingår i släktet Macrochaetus och familjen Trichotriidae. Inga underarter finns listade i Catalogue of Life.